# Ферис (Илиноис)
Ферис (енгл. Ferris) град је у америчкој савезној држави Илиноис.

## Демографија
По попису из 2010. године број становника је 156, што је 12 (-7,1%) становника мање него 2000. године.
| Група             | 2000.       | 2010.       |
| Белци             | 164 (97,6%) | 150 (96,2%) |
| Афроамериканци    | 1 (0,6%)    | 2 (1,3%)    |
| Азијати           | 0 (0,0%)    | 0 (0,0%)    |
| Хиспаноамериканци | 0 (0,0%)    | 4 (2,6%)    |
| Укупно            | 168         | 156         |